# Twilight Imperium
Twilight Imperium est un jeu de stratégie sur plateau produit par Fantasy Flight Games. Il est réputé pour son caractère épique, les parties pouvant durer plus de huit heures. Il peut être comparé à Eclipse, qui demeure cependant plus court.  

## Historique
La première édition a été conçue par Christian T. Petersen et est sortie en 1997. À l'époque, l'auteur imprimait, assemblait et vendait les boîtes de jeux dans les conventions geek.
Le jeu en est aujourd'hui à sa 4e édition, sortie en 2017. Cette version a été développée par Dane Beltrami, avec l'aide de Corey Konieczka.

## Univers
Le jeu se déroule dans un univers de science-fiction inspiré de Star Wars, Dune ou encore des œuvres d'Isaac Asimov. L'action d'une partie se déroule plusieurs millénaires après la chute d'un empire galactique. Chaque joueur prend le contrôle d'une civilisation, parmi 17 factions jouables. Une seule réussira à fonder un nouvel empire.
Christian T. Petersen a créé cet univers pour la première édition. On peut noter qu'une seule faction jouable est constituée d'humains. Parmi les autres, on trouve des Barons inspirés de la Maison Harkonnen (Dune), des machines réplicatrices, des hommes-lions marchands, un "réseau d'esprit", des contrebandiers... 
L'aspect narratif du jeu, inspiré du jeu de rôle, est plus poussé que dans d'autres jeux de stratégie. Des mécanismes simples simulent les interactions complexes qui prennent place entre les espèces en conflit : des cartes "action" vont représenter les machinations, l'espionnage ou les sabotages ; des jetons ressources et des cartes "billets à ordres"  permettent des négociations asymétriques ; des cartes "projet" représentent les projets de lois galactiques dont les joueurs vont débattre, etc. Quant aux objectifs publics, ils figurent les étapes de la fondation d'un nouvel empire (créer une route commerciale, construire un monument...). 

## Jouabilité (4ème édition)
Une partie de Twilight Imperium peut comprendre de 3 à 6 joueurs, et s'achève lorsqu'un joueur atteint 10 points de victoire.
Bien que les unités et les actions du jeu soient principalement axées sur la conquête et l'attaque, le système de jeu repose pour beaucoup sur les interactions entre joueurs (accords diplomatiques, transactions, promesses...). Déclencher un conflit a souvent un coût élevé en ressources du jeu, ce qui peut en faire un jeu de "guerre froide" plus qu'un jeu d'affrontement permanent.
La plateau représente la galaxie du jeu ; il est formé de tuiles hexagonales qui figurent les différents systèmes accessibles aux joueurs : systèmes planétaires, systèmes vides, champs d’astéroïdes... La mise en place peut varier selon les configurations (nombre de joueurs, modalités de mise en place plus ou moins avancées). Une tuile système particulière se trouve toujours placée au centre : Mecatol Rex, l'ancienne planète-capitale de l'empire. Contrôler cette tuile peut rapporter des points de victoire.
Les points de victoire se gagnent principalement en réalisant des objectifs publics non-exclusifs (d'autres joueurs pourront les valider après vous). Les joueurs peuvent aussi réaliser jusqu'à trois objectifs secrets rapportant un point chacun. En règle générale, la victoire ne s'obtient qu'à l'aide d'une combinaison de planification tactique, d'opportunisme, de diplomatie, d'audace... et d'un peu de chance. Faire un bon usage des compétences spécifiques à chaque faction est également recommandé.

## Extensions, variantes

### VarianteGuerre Longue
En choisissant cette variante lors de la mise en place du jeu, les joueurs utilisent l'envers de la tuile de score. Une partie s'achève alors lorsqu'un joueur atteint 14 points au lieu de 10.

### VarianteAge of Empire
Cette variante non-officielle permet d’accélérer le jeu. Lors de la mise en place, tous les objectifs publics sont révélés d'emblée.

### Twilight Imperium: La Prophétie des Rois
Publiée en fin d'année 2020, cette extension de la quatrième édition ajoute sept factions, du matériel pour deux joueurs supplémentaires, de nouvelles unités (comme les mechas et les agents) et des tuiles supplémentaires.